# 許信良
許 信良（きょ しんりょう、1941年5月27日 - ）は、台湾の政治家。元民主進歩党（民進党）主席。台湾民主化運動に大きな影響を与えた。現在は民進党と対立する泛藍連盟寄りと評され、陳水扁政権批判を展開する。

## 出生
許信良は台湾桃園県の客家系地主の家庭に生まれた。幼少より中国古典文学と史書に親しみ、少年時代には総統になる夢を持ち、国立新竹高級中学卒業後は「国民党党校」の異名のある国立政治大学政治学科に進学し、入学半年後には中国国民党に入党し、その優秀な学業と国民党寄りの立場により大学側及び国民党から将来の行政管理を行なう人材として期待されるようになる。1964年に政治大学を卒業後は政治大学大学院に進学し、1967年には国民党の中山奨学金を得てイギリスのエディンバラ大学に留学し哲学を専攻した。

## 政界進出
イギリス留学は許信良の政治理念に大きな影響を与える時期となった。1960年代ヨーロッパでは左派学生運動が激しさを増し、大規模なベトナム反戦運動が巻き起こっており、留学中に毛沢東語録を読むなど毛沢東の影響も受けて本人曰く中国共産党に共鳴していた。1969年、留学を終えて台湾に帰国した許信良は国民党改革派の刊行物『大学』に参加、多くの論文を発表した。その中の一つ『台湾社会力分析』は李煥の推薦、そして蔣経国の推薦を受け国民党幹部で閲覧された。1973年、許信良は国民党候補として台湾省議会議員選挙に出馬、順当に当選している。
しかしこの時期になると国民党と許信良の間に確執が生じるようになる。国民党省議員であるにもかかわらず党の政策を拒否し、また公然と当局の提案に対して批判・反対を繰り返し、1977年には国民党の現状を厳しく批判した『風雨之声』と『当仁不譲』を上梓し、党内からの批判を受ける事になる。同年10月には、党本部の警告を無視し、許信良は出身地の桃園県で県長選挙に出馬した。選挙運動中は国民党による選挙妨害が行なわれた（中壢事件を参照）が、許信良は国民党候補を破って当選する。これにより決定的に党と対立した許信良は党籍剥奪の処分を受けることとなった。
1979年、叛乱罪で当局に逮捕されていた余登発親子の釈放を求めるデモに、許信良は桃園県長の身分で参加した（橋頭事件）。これは戒厳令下の台湾における初めてのデモであったが、違法デモに参加した許信良は県長職を罷免されることとなった。その直後の7月、許信良は黄信介、施明徳等が主宰する雑誌『美麗島』に参加し社長に就任する。許信良の党外活動への関与の開始である。同年12月に美麗島事件が発生し、党外活動家が次々と逮捕されたが、偶然家族旅行でアメリカに滞在中の許信良は逮捕を免れたが、その後国民党政府より入国禁止処分を受け、アメリカに滞在することとなった。

## 海外亡命生活
美麗島事件後、許信良は台湾独立建国連盟（台独聯盟）やその他の海外台湾人活動家と連絡を取り、1979年12月15日に地球上から国民党を消失させることを目標とした「台湾建国聯合陣線」を結成した。 1980年8月、更に李義雄、王耀南、汪立峡、張維嘉、慶余等の活動家と共にロサンゼルスで『美麗島週報』を創刊、都市ゲリラ戦方式による台湾の革命を主張した。急進的な内容に傾斜した『美麗島週報』は1981年4月に「424刺蔣専輯（1970年に起きた黄文雄による蔣経国暗殺未遂事件の特集）」を発表し台独聯盟への批判も行い、ここに台独聯盟との対立も決定的なものとなり、台独聯盟の世論運動の結果『美麗島週報』は財政危機に瀕することとなった。
1981年、許信良は日本に滞在中の史明に、渡米と『美麗島週報』の整理を依頼する。これを契機に両者の関係は緊密なものとなり、二人により「台湾民族民主革命同盟」が結成されることとなった。この同盟は「民族資本家」を支持母体に、左派右派が一定の協力関係を構築することを目標としたものであり、1983年に許信良が台湾革命党に入党するまで存続した。
また1986年5月1日、許信良は「台湾民主党建党委員会」を結成し、許信良、謝聡敏及び林水泉という在米主要活動家は年内に台湾に戻ることを宣言した。許信良は元来10月初に海外にて「台湾民主党」結党大会を開催する予定であったが、民主進歩党が9月28日に台湾で結党されると許信良は結党大会の開催を停止、「民進党海外支部」を自称するようになった。しかし台湾の民進党中央党本部はこの事実を否定、許信良の入党をも否定した。そのため許信良は帰国入党を宣言、同時に「民主進歩党海外組織」を掲げ在外台湾人の間での政治運動を実施した。

## 帰国
1989年、許信良は中国大陸を経由して台湾に密入国の形で帰国した。逮捕され叛乱罪で起訴され懲役10年の実刑判決を受けた。しかし1年後には特赦により出獄し、1991年には民進党主席に当選し、「台湾共和国建設」を党綱領に掲げた。しかし2年後の県市長選挙では民進党は躍進を遂げたが、許信良は選挙目標に達しなかったと自ら党主席職を引責辞任した。1995年、許信良は『新興民族』を出版し、民進党は大胆に中国大陸に進出すべきとする「大胆西進」を提唱し、党内の台湾独立派から反発を受けることとなった。この年、台湾初の総統直接選挙が行なわれ、民進党候補として出馬を希望していた許信良は、この時彭明敏に党内競争で敗れ立候補がかなわなかった。
1996年、許信良は再び党主席に就任し、与野党協議を進め、台湾省長職を廃止し、県市長選挙で民進党は大躍進を遂げ、初めて全台湾の過半数を制した。1998年に党主席を辞任した許信良は2000年の総統選への準備を進めたが、台北市長選挙で落選した陳水扁が民進党候補として世論の注目を集めることとなり、その民意に押された民進党は党綱を改正し、陳水扁が民進党候補者の地位を獲得することとなった。再び総統選候補者指名を逃した許信良は1999年5月7日に離党宣言を発表、民進党と袂を分かち、2000年の総統選には政党の支援が得られないまま無所属で立候補し、落選した。
新たに誕生した陳水扁政権に対し批判を繰り返し、国民党などの泛藍連盟寄りと評されるようになった。特に民間人として中国大陸を訪問し、中国共産党幹部と接触し、台湾海峡両岸交流の促進を機軸に政界への復活を図った。2004年の総統選では許信良は野党側の連戦と宋楚瑜の支援に回り、公民投票（国民投票）反対の政策を立案している。
総統選後、僅差となった選挙結果を巡り総統府前広場での抗議運動に参加し、3日間のハンガー・ストライキを行なっている。また9月の第6回立法委員選挙では台北市第2区から立候補、「西進大陸，一統中国」をスローガンに欧州連合方式での中国統一を目指し、「三通」の実現と、台湾新憲法・台湾正名・軍事兵器購入反対を訴えたが、「泛藍」派民衆の支持が得られず落選している。

## 家族構成
- 妻 - 許鍾碧霞 - 第4期立法委員
- 弟 - 許国泰 - 民主進歩党元立法委員
- 姪 - 許応深 - 2000年に桃園県代理県長に就任
- 姪 - 許応全 - 桃園県議員に立候補したことがある